# Березін Михайло Євгенович

Михайло Євгенович Березін (рос. Михаил Евгеньевич Березин; 1906–1950) — радянський зброяр, конструктор авіаційного озброєння, творець універсального кулемета Березіна. Лауреат двох Сталінських премій.

## Біографія
Народився 21 листопада 1906 року, в бідній селянській родині, в селі Гончарка нині Кирилівського району Вологодської області.
У восьмирічному віці хлопчика віддали в церковно-приходську школу. Навчання йому подобалася. Особливо викладачами була помічена його тяга до читання. Книги він брав у школі та у священика. Коли Михайлу виповнилося дев'ять років, померла мати. Троє дітей залишилися сиротами. Для ведення господарства старшого брата одружили на жінці, що була значно старша за нього і владною за характером. З новою родичкою Михайло часто сварився, потім зовсім втік з дому, став безпритульним. Щоб вижити, потрібно було самостійно заробляти на хліб. Почав працювати: був наймитом, чорноробом, лісорубом, теслею.
В 1926 році поступив на робітничий факультет при Ленінградському політехнічному інституті. Навчання в інституті поєднував з роботою конструктора на заводі Карла Лібкнехта (в 1929 році), оптико-механічному заводі ім. ОГПУ (1930 г.), в артилерійській академії ім. Ф. Е. Дзержинського (в 1933 році).
У 1932 році по спецнабору був переведений у новостворюваний Ленінградський військово-механічний інститут. Це був єдиний навчальний заклад, де готували інженерів-конструкторів і інженерів-технологів збройно-арсенальної, збройно-кулеметної, патронно-трубкової спеціальностей для промислових підприємств країни. В 1934 році закінчив інститут і отримав направлення на Тульський збройовий завод. Уже в квітні молодий інженер приступив до роботи змінним майстром на одній з найвідповідальніших ділянок, де йшло масове виробництво по поточному методу унікального авіаційного кулемета «ШКАС». Михайло просто закохався в цей кулемет. Він вникав в усі тонкощі його виробництва і зблизився з роботи з В'ячеславом Силіним. У них виникла ідея: створити кулемет власної конструкції.
1 травня 1935 року обох допитливих молодих фахівців перевели в Центральне конструкторське бюро (згодом ЦКБ-14). Для озброєння легких винищувачів і бомбардувальників був необхідний легкий великокаліберний кулемет під патрон, який свого часу відпрацьований і користувався на великокаліберному магазинному кулеметі ДК (Дегтярьов — крупнокаліберний). Цей кулемет в 1938 році був доопрацьований Г. С. Шпагіним під стрічкове харчування і отримав назву «ДШК зразка 1938 року» (Дегтярьов — Шпагін — крупнокаліберний). Однак цей важкий кулемет призначався тільки для піхоти. До роботи над новим авіаційним кулеметом калібру 12,7-мм під новий патрон залучили кілька конструкторських бюро.
У Тульському бюро ескізні проекти кулемета представили кілька конструкторів. Дослідні зразки нового авіаційного кулемета почали готувати М. Є. Березін, В. Н. Саліщев і В. А. Галкін. Стрільби дозволили відібрати зразок, представлений М. Є. Березіним, як найбільш перспективний і краще відпрацьований.
Перший кулемет Березина, виготовлений в жовтні, та два інших кулемета, виготовлені в грудні 1938 року, витримали заводські випробування, показавши надійну роботу автоматики і достатню живучість. Ще до закінчення військових випробувань, 8 квітня 1939 року заступник народного комісара оборонної промисловості СРСР Б. Л. Ванников звернувся з листом в ЦК партії і Раду Народних Комісарів. Давши високу оцінку великокаліберного кулемета Березіна як новій потужній зброї авіації, він ставив питання про негайну організації серійного випуску, не чекаючи результатів подальших випробувань і прийняття на озброєння.
13 квітня 1939 року Комітет Оборони прийняв постанову про виробництво 12,7-мм авіаційного кулемета Березіна БС (Березин, синхронний). М. Є. Березину було запропоновано в терміновому порядку на базі кулемета БС розробити варіанти великокаліберних кулеметів для озброєння всіх типів бойових літаків. Аналіз нових вимог до кулемета привів до створення по суті нового авіаційного універсального великокаліберного кулемета, що отримав при цьому індекс «УБ» (Універсальний, Березін).
Кулемет УБ випускався заводом в трьох конструктивно різних варіантах: УБС — синхронний, УБТ — турельний, УБК — криловий. Кожен варіант мав свої відмінні риси, які, не зачіпаючи основний кінематичної схеми і характеру харчування патронами, найбільш повно відповідали своєрідності експлуатації. 22 квітня 1941 року універсальний кулемет Березина був прийнятий на озброєння Військово-повітряних сил. Це рішення було дуже своєчасним, оскільки війна, що почалася через кілька місяців, показала неефективність 7,62-мм кулеметів в боротьбі з авіацією противника.
Пізніше на базі кулемета УБ Михайло Євгенович розробив 20-мм гармату Б-20, яка була прийнята на озброєння в 1944 році замість гармати ШВАК. Б-20 по балістичній потужності та скорострільності була практично однаковою з гарматою ШВАК, а за вагою вдвічі легше її.
Напружену і плідну конструкторську діяльність М. Є. Березін багато років успішно поєднував з викладацькою діяльністю в Тульському механічному інституті.
21 серпня 1950 року Михайла Євгенович трагічно загинув. Він похований в Тулі на Всіхсвятському кладовищі.

## Пам'ять
- На будинку в Тулі, де жив М. Є. Березін, встановлено меморіальну дошку.

## Нагороди та премії
- Орден Леніна
- Два ордена Трудового Червоного Прапора
- Орден Кутузова I ступеня (16.9.1945)
- Орден Суворова II ступеня
- Медаль «За доблесну працю у Великій Вітчизняній війні 1941—1945 рр.».
- Сталінська премія першого ступеня (1941) — за розробку нових типів стрілецького озброєння.
- Сталінська премія третього ступеня (1946) — за створення нової авіаційної гармати.